# Pestalozzi-Stiftung (Frankfurt am Main)
Die Pestalozzi-Stiftung in Frankfurt am Main besteht seit 1873 und ist eine rechtsfähige Stiftung bürgerlichen Rechts. Als Ausbildungsstiftung fördert sie über Stipendien Studenten, die die Kosten der Ausbildung nicht selbst tragen können. Sie richtet sich primär an jüdische Bewerber und Studenten, die infolge politischer oder rassischer Verfolgung ihr Studium in Frankfurt am Main aufnehmen oder fortsetzen.

## Geschichte
1873 errichten die Brüder Zacharias und Isaak Königswarter sowie Frau Lisette Königswarter, geb. Lieben, die Arthur und Emil Königswarter’schen Unterrichts- und Studienstiftung mit einem Vermögen von 300.000 Gulden.
Mit der Machtergreifung der Nationalsozialisten begann auch für die jüdischen Stiftungen eine Zeit der Gleichschaltung und Enteignung. 1934 verloren sie den Status der Gemeinnützigkeit, 1938 wurden rein jüdische Stiftungen in die Reichsvereinigung der Juden in Deutschland eingegliedert. Interkonfessionelle oder zumindest paritätische Stiftungen konnten bestehen bleiben, wenn sie die Namen der jüdischen Stifter ablegten und die Leistungen nur deutschen Volksgenossen zugutekämen. 
Diese Regelung wurde vielfach genutzt, um Stiftungen zu erhalten. In Frankfurt wurde daher 1939 eine neue, selbständige Stiftung gegründet, die den neutralen Namen Pestalozzi-Stiftung führte. Die Arthur und Emil Königswarter’sche Unterrichts- und Studienstiftung ging in dieser Stiftung auf und fünf weitere Stiftungen wurden mit ihr verschmolzen:
- Siegmund-Brühl’sche Stiftung (errichtet 1864)
- Leopold Odrell’sche Stipendien-Stiftung (errichtet 1886)
- Hermann- und Luise Katz-Stiftung (gegründet 1929)
- Freiherr Anselm Salomon von Rothschild’sche Stiftung (gegründet 1877)
- Dora Trier’sche Stipendienstiftung (gegründet 1902).

So gelang es, das Stiftungsvermögen vom Zugriff der Nationalsozialisten zu schützen. Nach 1945 wurde der Förderschwerpunkt der Stiftung neu festgelegt. Gemäß dem ursprünglichen Willen der Stifter, stehen nun jüdische Bewerber wieder im Mittelpunkt der Förderpraxis.
1975 erfolgte eine Zustiftung des Frankfurter Ehepaares Katharina und Oswald Pfeffer.